# Chichi no Koyomi
Chichi no Koyomi (父の暦) é um manga one-shot escrito e ilustrado por Jirō Taniguchi e publicado na revista Big Comic da editora Shogakukan em 1994. Em Portugal foi publicado sob o título de O Diário do meu Pai, pela editora Levoir em cooperação com o jornal Público no ano de 2015.
Em 2001 recebeu o Prémio do Júri Ecuménico da Banda Desenhada no Festival Internacional de banda desenhada de Angolema e em 2015 recebeu o Prémio Nacional de Banda Desenhada – Prémio Clássicos da Nona Arte no Amadora BD.